# Arondismentul 10 din Paris
Arondismentul 10 (în franceză 10e arrondissement) este unul dintre cele douăzeci de arondismente din Paris. Este situat pe malul drept al fluviului Sena. Este delimitat la nord de arondismentele 18 și 19, la est de arondismentul 11, la sud de arondismentele 3 și 2, și la vest de arondismentul 9.

## Demografie
| An                      | Populație | Densitate (loc. pe km²) |
| ----------------------- | --------- | ----------------------- |
| 1861                    | 113.571   | 39.271                  |
| 1866                    | 116.438   | 40.262                  |
| 1872                    | 131.730   | 45.550                  |
| 1881 (vârf de populare) | 159.809   | 55.259                  |
| 1962                    | 124.497   | 43.049                  |
| 1968                    | 113.372   | 39.202                  |
| 1975                    | 94.046    | 32.519                  |
| 1982                    | 86.970    | 30.073                  |
| 1990                    | 90.083    | 31.149                  |
| 1999                    | 89.612    | 30.986                  |
| 2006                    | 92.082    | 31.862                  |
| 2009                    | 95.911    | 33.164                  |
| 2010                    | 95.394    | 33.008                  |

## Administrație

### Primăria
| Alegere | Nume                 | Partid | Mențiuni              |
| ------- | -------------------- | ------ | --------------------- |
| 1983    | Claude-Gérard Marcus | RPR    | Ales în 1983.         |
| 1989    | Claude Challal       | RPR    | Ales în 1989.         |
| 1995    | Tony Dreyfus         | PS     | Ales în 1995 și 2001. |
| 2014    | Rémi Féraud          | PS     | Ales în 2014.         |

## Locuri

### Instituții publice

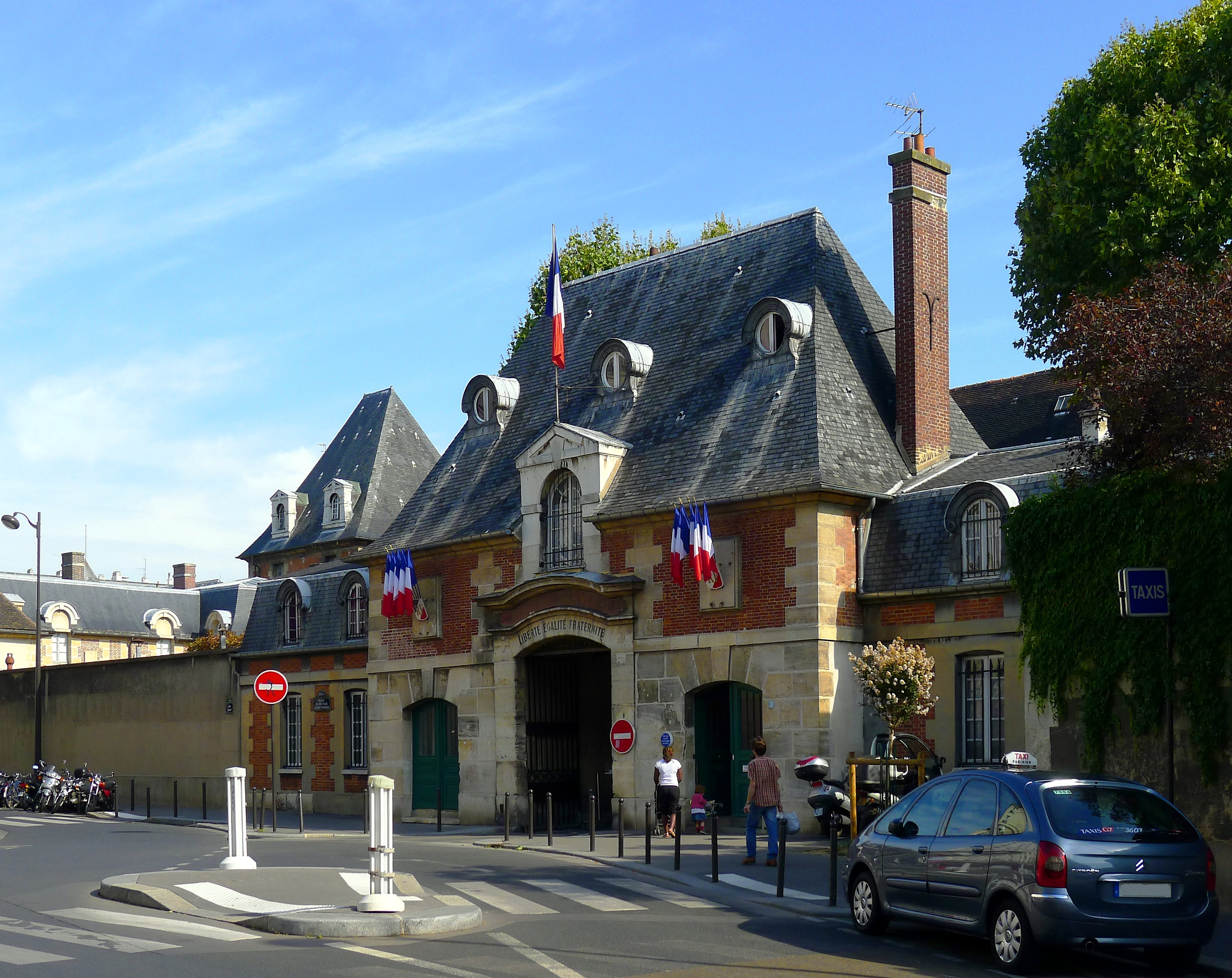
Hôpital Saint-Louis

- Gara de Est
- Gara de Nord
- Hôpital Saint-Louis
- Hôpital Lariboisière
- Hôpital Fernand-Widal

### Principalele monumente
- Monumente civile
  - Canal Saint-Martin
  - Porte Saint-Denis
  - Porte Saint-Martin

- Monumente religioase
  - église Saint-Vincent-de-Paul
  - église Saint-Laurent
  - église Saint-Joseph-Artisan
  - église Saint-Martin-des-Champs

- Pasaje acoperite
  - Passage Brady
  - Passage du Prado

- Piețe închise
  - marché Saint-Quentin
  - marché de la Porte Saint-Martin

- Teatre :
  - théâtre Antoine
  - théâtre des Bouffes du Nord
  - théâtre du Gymnase
  - théâtre de la Porte-Saint-Martin
  - théâtre de la Renaissance

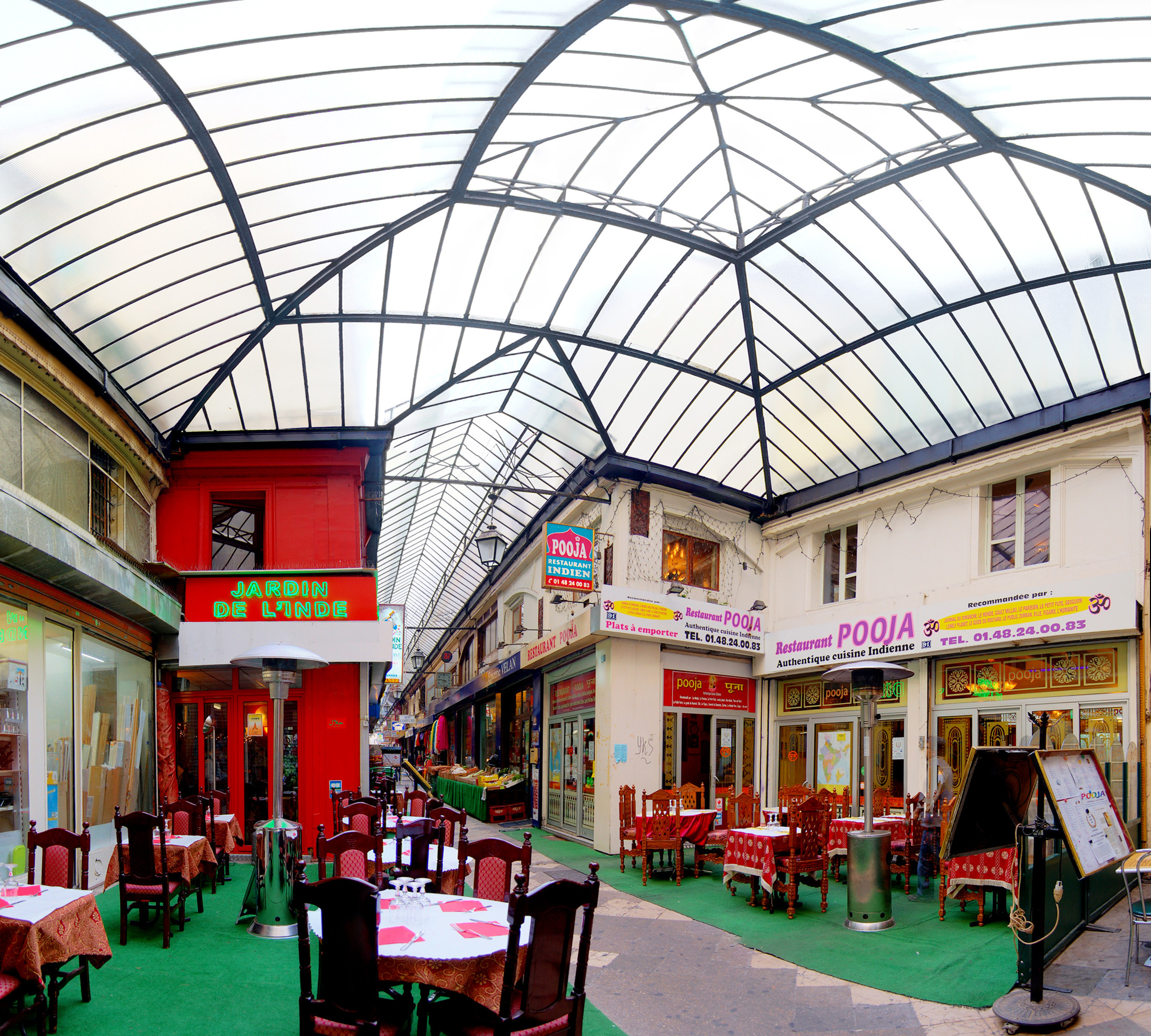
Passage Brady

  - théâtre de l'Ambigu-Comique (acum demolat)
  - théâtre des Folies-Dramatiques (acum demolat)
  - Laurette Théâtre

## Legături externe
- Site-ul oficial